# Zenodo
Zenodo è un archivio open access per le pubblicazioni e i dati da parte dei ricercatori. È gestito da CERN per OpenAIRE (UE) e rende possibile l'autoarchiviazione anche ai ricercatori il cui ente fosse privo di un deposito istituzionale o non ammettesse l'archiviazione di certi formati (come codice sorgente e open data).
L'intenzione dei gestori è che consegua la fiducia dei ricercatori nel lungo periodo, perseguendo esclusivamente scopi di promozione della ricerca, a differenza dei social network accademici e di ogni sito a scopo di lucro.
Il nome Zenodo deriva da Zenodotos di Ephesos, il primo Direttore della grande biblioteca di Alessandria che ha messo le basi per la costruzione della biblioteconomia.